# 楊密
楊密（?—?），东汉時代末期武将，郭汜的属下。
興平二年（195年）楊密担任中郎将。李傕将汉献帝控制在手中，郭汜请公卿到营中，议欲攻打李傕。杨彪说：“群臣共斗，你们一人劫天子，一人劫公卿，这样做对吗？”郭汜大怒，想要手刃他，中郎将杨密及左右力劝，郭汜于是放了杨彪。